# Fresse
Fresse település Franciaországban, Haute-Saône megyében. Lakosainak száma 695 fő (2022. január 1.). Fresse Ternuay-Melay-et-Saint-Hilaire, Belonchamp, Plancher-Bas, Plancher-les-Mines, Ronchamp, Saint-Barthélemy és Servance-Miellin községekkel határos.

## Népesség
A település népességének változása:
| Lakosok száma | 744  | 744  | 746  | 721  | 710  | 710  | 709  | 704  | 695  |
|               | 2013 | 2015 | 2016 | 2017 | 2018 | 2019 | 2020 | 2021 | 2022 |